# Otto Reiser
Otto Reiser (Polling, 24 december 1884 – 21 maart 1957) was een Duits voetballer.

## Biografie
Hoewel hij zijn carrière begon bij de jeugd van KFV, maakte hij in 1900 de overstap naar stadsrivaal Phönix Karlsruhe. Na korte passages bij Britannia Berlin en Wiener AC keerde hij in 1905 terug naar Phönix.
Nadat de club stadsrivaal KFV steeds moest laten voorgaan in de competitie konden ze in 1909 regionaal kampioen worden. In de Zuid-Duitse eindronde konden ze ook de titel veroveren zodat ze deelnamen aan de nationale eindronde. In de kwartfinale tegen 1. FC 1894 München-Gladbach maakte hij de eerste twee doelpunten in de 0-5 overwinning. In de halve finale maakte Phönix brandhout van SC Erfurt 1895 en maakte Reiser een hattrick in de 9-1 slachtpartij. In de finale namen ze het op tegen titelverdediger Berliner TuFC Viktoria 89. Hoewel Willi Worpitzky de hoofdstedelingen op voorsprong bracht kon Arthur Beier de gelijkmaker binnen trappen in de 30ste minuut. Reiser slaagde er niet in te scoren in de finale, maar zijn ploegmaats Wilhelm Noë (2x) en Hermann Leibold scoorden nog. Helmut Röpnack kon nog de aansluitingstreffer maken, maar Phönix had de titel binnen.
Als titelverdediger mocht de club ook het jaar erna aantreden in de eindronde. In de kwartfinale tegen VfB Leipzig viel Leibold na 25 minuten uit met een beenblessure en kwam Leipzig voor, maar Reiser maakte de gelijkmaker en Emil Oberle trapte het winnende doelpunt binnen. In de halve finale vond er zowaar een stadsderby plaats tegen KFV, dat al de Zuid-Duitse titel veroverd had. KFV kwam 2-0 voor en in de 65ste minuut maakte Beier de aansluitingstreffer maar dit kon niet beletten dat de stadsrivaal amper een jaar na Phönix ook de Duitse landstitel won. Reiser speelde ook nog voor Hannover 96 en opnieuw voor Wiener AC maar keerde telkens terug naar Phönix.
Op 23 april 1911 speelde hij zijn enige interland, tegen België, waar ze met 1-2 van verloren.